# Хломов, Михаил Дмитриевич
Михаи́л Дми́триевич Хло́мов (4 (17) августа 1905, Москва — 8 ноября 1945, там же) — советский государственный и хозяйственный деятель. Управляющий делами Совнаркома СССР (1939—1940). 

## Биография
Родился в семье служащего. Член КПСС с сентября 1927 года.
- 1919—1922 гг. — курьер, агент, инспектор Московского центрального отдела рабочего снабжения.
- 1922—1923 гг. — продавец Моссельпрома.
- 1923—1926 гг. — кладовщик, приёмщик ОТК завода «Манометр».
- 1926—1929 гг. — управляющий арматурным трестом «Армотрест».
- 1929—1932 гг. — работал на заводе «Манометр»: токарь, начальник планово-распределительного отдела, заместитель директора завода.
- 1932—1933 гг. — директор механического завода № 4 треста «Росхозметиз».
- 1933—1935 гг. — директор Московского завода счётно-аналитических машин.
- 1935—1938 гг. — студент Московской Промышленной академии, не окончил.

### Работа в Совнаркоме
- 1938—1939 гг — в Экономическом совете СССР: начальник отдела снабжения оборудованием, заместитель секретаря, секретарь.
- 1939—1940 гг. — Управляющий делами Совнаркома СССР.
- 1940—1944 гг. — начальник Хозяйственного управления Совнаркома СССР.
- С 1944 года начальник Главхиммаша Наркомата миномётного вооружения СССР, начальник Главного управления сельскохозяйственного машиностроения Наркомата миномётного вооружения СССР.

Жена — Хломова Татьяна Осиповна (1909—1993).
Похоронен в Москве на Новодевичьем кладбище, 4-й уч.

## Награды
- орден Отечественной войны 2-й степени
- орден Трудового Красного Знамени